# Finlande aux Jeux européens de 2015
La Finlande était présente aux Jeux européens de 2015, la première édition des Jeux européens, 
organisée à Bakou, en Azerbaïdjan.

## Médailles
| Sport                  | Discipline     | Athlète(s)       | Performance | Date    |
| Médaille d'or : 0      |                |                  |             |         |
| Médaille d'argent : 0  |                |                  |             |         |
| Médaille de bronze : 1 |                |                  |             |         |
| Tir                    | Hommes - Skeet | Marko Kemppainen |             | 21 juin |